# Gregor Nazianški
Sveti Gregor Nazianški ali Gregorij Nazianški, imenovan tudi Gregor Teolog je  krščanski škof, cerkveni oče in  cerkveni učitelj, teolog in svetnik * 329, Kapadokija (Mala Azija, Rimsko cesarstvo); † 390, Nazianz.

## Življenje
Gregor Nazianški ali Gregorij Teolog, kakor ga zaradi tesne povezanosti njegove teologije in duhovnosti tudi imenujemo, z Bazilijem Velikim in Gregorjem iz Nise tvori trojico »velikih Kapadočanov«.
Iz družinske oporoke je razvidno, da je bila Gregorjeva družina premožna. Imeli so obilo premoženja in služinčadi. Gregorijev oče Gregor Starejši (280 - 374) je leta 329 postal škof v kapadoškem mestu Nazianzu. Skupaj z ženo sveto Nono, ki je svojega sina že pred njegovim rojstvom posvetila Bogu, sta Gregorju nudila dobro krščansko vzgojo.
Mlad je odšel v retorično šolo v kapadoški Cezareji in njegova velika želja po vedenju ga je privedla v krščansko šolo v palestinski Cezareji in pozneje v Aleksandrijo, kjer je nadaljeval z višjimi študiji. Leta 355 je odplul v Atene. Med plovbo je prišlo do hude nevihte, Gregor pa še ni bil krščen (krst otrok še ni bil v navadi). V dveh avtobiografskih pesmih je opisal vso stisko, ki jo je takrat doživljal. V eni od njih izpove, da ga je bilo manj strah naravne smrti, kot pa smrti brez krsta. V Atenah, kjer je nato hitro zaprosil za krst, se je spoprijateljil z Bazilijem Velikim, bratom svetega Gregorija iz Nise. Stroka danes glede prijateljstva z Bazilijem ni soglasna, saj je Gregor želel živeti samotarsko življenje, dogodki pa so ju prisilili v pastoralno dejavnost. 
Oče in meščani Nazianza so na Gregorja pritiskali, naj se da posvetiti v duhovnika. Naposled se je le vdal in bil leta 362, po vrnitvi domov, posvečen. Po posvečenju je zbežal v Pont, a se je nedolgo zatem vrnil in napisal razpravo »Zagovor bega«, v kateri je čudovito opisal duhovništvo v patristični dobi.
Cesar Valens, ki je bil arijanske veroizpovedi, je leta 372 skušal Kapadokijo razdeliti na manjše enote, da bi tja postavil arijanske škofe. Bazilij je za ta njegova prizadevanja izvedel in ga prehitel. Svoje prijatelje in brate je postavil za škofe tja, kjer naj bi Valens postavil svoje. Gregor bi naj postal škof v Sazimi. S tem ni soglašal, saj je tam že bil arijanski škof, sam pa ni hotel siliti v težave. Vseeno je bil posvečen v škofa, službo pomožnega škofa pa je opravljal doma. Po očetovi smrti (374) se je umaknil v samoto, vendar ne za dolgo. Leta 379, po Bazilijevi smrti, je cesar Teodozij, ki je bil nicejske veroizpovedi, postavil Gregorja za carigrajskega nadškofa. Tri leta škofovanja v Carigradu (379 - 381) predstavljajo višek Gregorjevega delovanja. V tem času se je goreče boril proti mnogim herezijam in s pridigarsko dejavnostjo postopno pripeljal krščansko skupnost do enotnosti. Leta 381 se je v Carigradu začel koncil, ki ga je po smrti antiohijskega škofa Melecija vodil Gregor. Dal je predlog za Melecijevega naslednika in tako povzročil spore in nezadovoljstvo, zato se je odpovedal svojemu mestu in se vrnil v Nazianz. Poskrbel je, da je leta 384 Evlalij postal nazianški škof, sam pa se je do smrti (390) umaknil v samoto, pisal pesmi in meditiral.
Po njem se imenuje tudi manjše mesto St. Nazianz v Wisconsinu v ZDA.

## Dela in misel
Gregorjeva pisna zapuščina obsega 45 govorov, 250 pisem in 400 pesmi. V petih teoloških govorih (27 - 31), zaradi katerih ga upravičeno imenujemo Gregor »Teolog«, deli človeka na tri dele: nous (um), psyche (oživljajoči princip) in soma (telo).
Nekateri patrologi zagovarjajo tezo, da Gregor meša pojma soma in sarx (telo in meso), vendar so natančnejša branja njegovih besedil pokazala, da temu ni tako. Boj v človeku se bije med pneumo in sarxom. Somo in psyche, ki se morata od strasti sarxa ločiti, priteguje k nousu. Gregor pozitivno ovrednoti telo. To je razvidno iz njegovega razlaganja Kristusovega telesa, ki je evharistično in zakramentalno (Cerkev). Telo Cerkve je oživljeno z umsko hrano.

## Antropologija
Poznavanje Gregorijeve antropologije je ključnega pomena za razumevanje njegove teologije in duhovnosti.
Človek je ustvarjen po Božji podobi. Kristus, ki je popolna podoba Očeta, razodene polnost te podobe, ki smo je po Svetem Duhu tudi mi deležni. Človeško bitje pristopa k pobožanstvenju (divinizaciji). Pri tem gre za eno samo iluminacijo (razsvetljenje), ki se razlomi na tri dele. Prvi del iluminacije je sveti krst, ki skupaj s tretjim delom, ki pomeni vstop v večno svetlobo, uokvirja pot (drugi del iluminacije), ki omogoča, da se krstno razsvetljenje razvije proti večni luči. Pot poteka preko gore spremenjenja, kjer se Kristus spremeni v somi (pozitivno vrednotenje telesa), in preko gore Gospodovega trpljenja, Kalvarije. Pot vodi od preobličenja (spremenjenje) do Kalvarije, kjer obraz razobličenega kaže usmiljenje Svete Trojice. Gregor je med grškimi teologi prvi, ki je uporabil terminologijo o Trojici. 
K doktrini o Sveti Trojici, ki je delo treh »velikih Kapadočanov«, je Gregor prispeval razlago načina bivanja Očeta, Sina in Svetega Duha. Vse tri osebe (hipostaze) v skupnem bitju tvorijo božanstvo. Nasproti Ariju in Sabeliju je v govoru »O svetem krstu« strnil svoj nauk o enem božanstvu in o eni moči iz Trojice. 
Izrednega pomena zanj predstavlja dogma o Marijinem božjem materinstvu. Marijin naziv »Theotokos« Gregor postavlja nasproti krivoverstvoma adopcionizmu in apolonarizmu.